# بخش آرچر (شهرستان هریسون، اوهایو)
بخش آرچر (به انگلیسی: Archer Township) یک منطقهٔ مسکونی در ایالات متحده آمریکا است که در شهرستان هریسون، اوهایو واقع شده‌است.
 بخش آرچر ۶۵٫۳ کیلومتر مربع مساحت و ۳۱۱ نفر جمعیت دارد و ۲۹۴ متر بالاتر از سطح دریا واقع شده‌است.